# Domfront-en-Poiraie
Domfront-en-Poiraie es una comuna nueva francesa situada en el departamento de Orne, de la región de Normandía.

## Historia
Fue creada el 1 de enero de 2016, en aplicación de una resolución del prefecto de Orne de 21 de diciembre de 2015 con la unión de las comunas de Domfront, La Haute-Chapelle y Rouellé, pasando a estar el ayuntamiento en la antigua comuna de Domfront.

## Demografía
| Gráfica de evolución demográfica de Domfront-en-Poiraie entre 1800 y 2013 |
|                                                                           |

Los datos entre 1800 y 2013 son el resultado de sumar los parciales de las tres comunas que forman la nueva comuna de Domfront-en-Poiraie, cuyos datos se han cogido de 1800 a 1999, para las comunas de Domfront, La Haute-Chapelle y Rouellé de la página francesa EHESS/Cassini. Los demás datos se han cogido de la página del INSEE.

## Composición
| Comuna delegada   | Código INSEE | Población (2013) | Superficie (km²) | Densidad (hab./km²) |
| ----------------- | ------------ | ---------------- | ---------------- | ------------------- |
| Domfront          | 61145        | 3687             | 35.54            | 104                 |
| La Haute-Chapelle | 61201        | 599              | 19.31            | 31                  |
| Rouellé           | 61355        | 199              | 10.64            | 19                  |